# 馬斯巴赫河 (比爾巴赫河支流)
49°38′24.16″N 9°14′16.29″E / 49.6400444°N 9.2378583°E

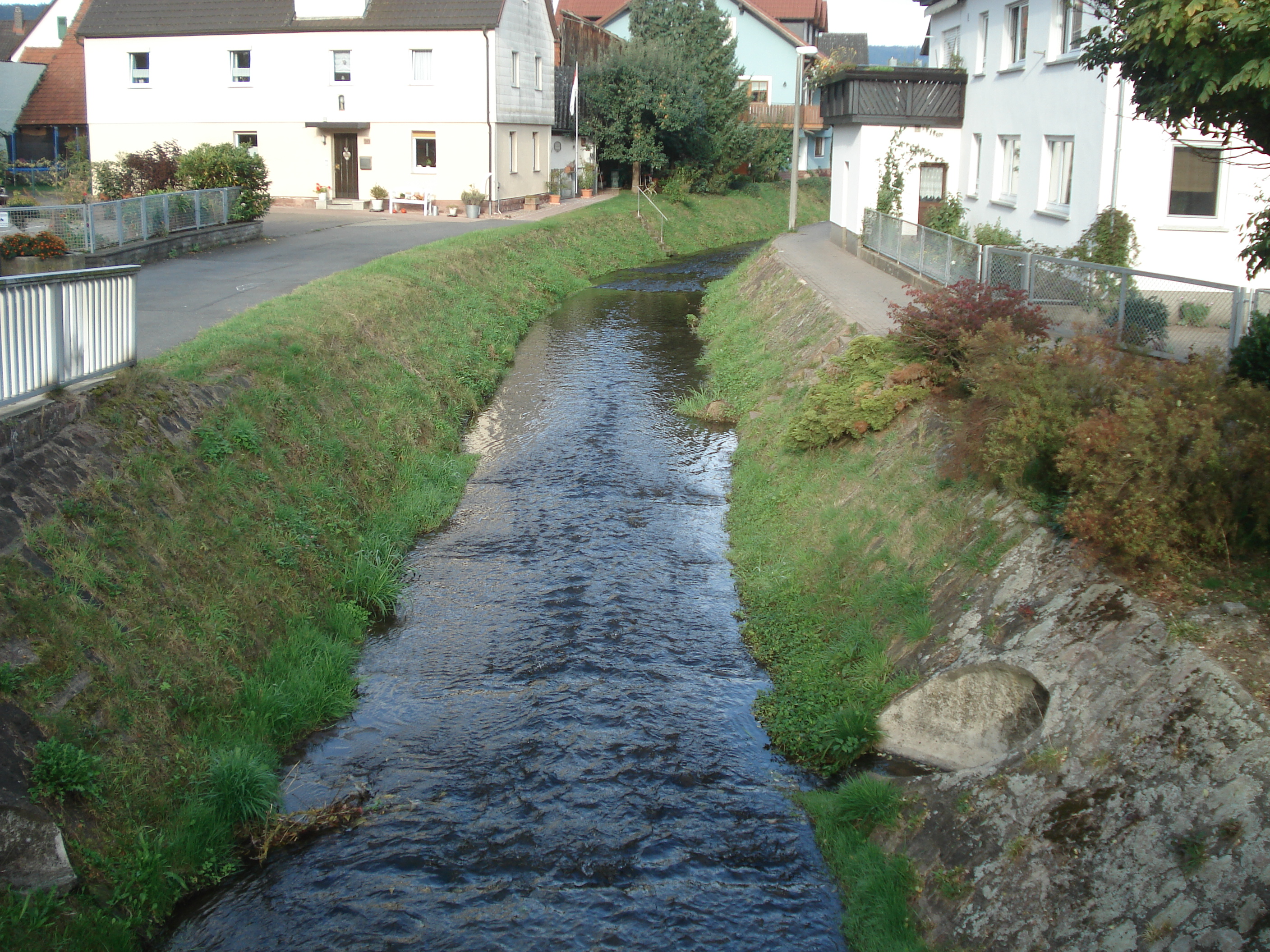

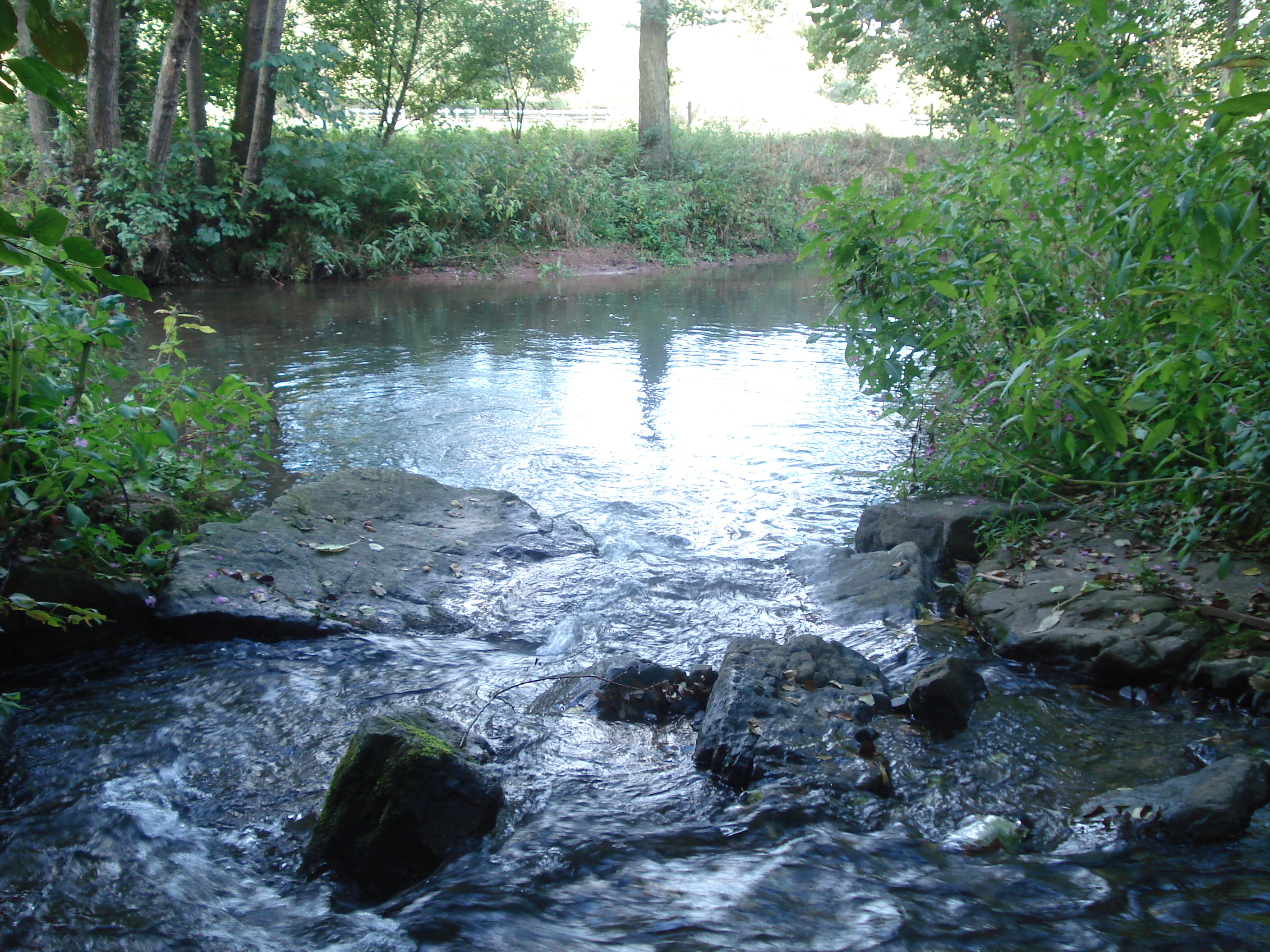

馬斯巴赫河（德語：Marsbach），是德國的河流，位於該國東南部，由巴伐利亞負責管轄，屬於比爾巴赫河的右支流，河道全長2.7公里，流域面積188.9平方公里。